# Maria im Elend (Peter Rosegger)

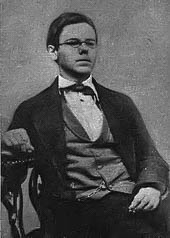
Peter Rosegger um 1865

Maria im Elend ist eine Erzählung des österreichischen Schriftstellers Peter Rosegger, die im Oktober 1876 in Westermanns Monatsheften in Braunschweig erschien.

## Legende
In alpiner Felswildnis steht auf reichlich 2100 Meter Höhe neben einem Hospiz ein fest gebautes Kirchlein. Darin, in einer Altarnische, findet sich ein Gnadenbild. Das Antlitz der gekrönten Königin ist rindenbraun und ziemlich ungestalt. Die Hochheilige streckt auf dem Marienbild zwei knorrige Arme aus. Vor Jahrhunderten schon war an der Stelle der jetzigen Kirche aus einem dichten Zirmstrauch ein Bildnis gewachsen. Priester trugen seinerzeit dieses Bild der Muttergottes hinab ins Tal und stellten es in der Stiftskirche auf. Dreimal hintereinander aber verschwand das Bild und wurde hochoben in der Alpenwildnis im Zirmstrauch vorgefunden. Also verstand der Abt des stattlichen Klosters im fruchtbaren Tal den Wink Gottes; es entstanden an der Stelle des Strauches Hospiz und Kirchlein Maria im Elend. Pilger, in der Hoffnung auf ein Wunder, blieben nicht aus.

## Emanuel, Gertrud und der Gaiser-Bimel
Pilger stiegen nur sommers den gefahrvollen schmalen, Schwindel erregenden Pfad entlang der Riedwand zum Kirchlein Maria im Elend auf. Im Winter blieb die Haushälterin Gertrud mit dem amtierenden Pfarrer in der Schneewildnis allein. Als die Pfarre Maria im Elend wieder einmal vakant geworden war, erklärte sich Pater Emanuel, ein junger Mann mit strengen Grundsätzen, bereit. Zwar konnte der sprachgewandte neue Pfarrer in dem Kirchlein Maria im Elend sowohl zu deutschsprachigen Pilgern, als auch zu Slawen, Ungarn und Welschen predigen, doch die alltäglichen praktischen Abläufe auf dem Außenposten jenes Klosters musste er von Gertrud erlernen. Die alte Frau arbeitete bereits das 53. Jahr im Hospiz und für das Kirchlein. Gelegentlich wirtschaftete Gertrud zuungustens Emanuels in die eigene Tasche. Der neue Pfarrer ließ es geschehen. Gern erwanderte er in freien Stunden die Umgebung seines Elendberges. Auf einer solchen Wanderung stieß der Pfarrer auf die Hütte des Gaiser-Bimels, der mit seiner Ursel darin in Schande lebte. Wie wurde der Hirte vom sittenstrengen Emanuel ob solchem lockeren Lebenswandels abgekanzelt! War doch der Bimel nebenbei Kirchendiener auf dem Elendberg.
Zu Mariä Himmelfahrt steigen Pilgerscharen auf den Elendberg, legen vor dem Marienbild mitgebrachte Blumen nieder und wollen von ihren Sünden reingewaschen werden. Eine der Pilgerinnen ist die neunzehnjährige Maria. Als Findelkind war Maria als Neugeborene zu einer Engelmacherin gekommen, hatte aber die strenge Kinderzeit überstanden und war ihrer Gesangsstimme wegen von ihrer „Pflege“mutter an einen fahrenden Zitherspieler verkauft worden. Das Paar hatte Erfolg gehabt. Der rotbärtige Musikus hatte die „Nachtigall“ Maria eines schönen Tages auf einen Kahn hinaus auf einen See gelockt. Als der Rotbart zudringlich geworden war, hatte sich Maria dem Angreifer mit einem Sprung ins Wasser entzogen. Weil nun Maria meint, ihre Namensvetterin, die heilige Jungfrau Maria, habe sie aus dem Wasser errettet, habe sie zum Dank die beschwerliche Pilgerreise entlang der Furcht einflößenden Riedwand unternommen, könne aber das Bildnis der auf dem Elendberg vorgefundene Maria nicht lieben. Das sei zwar eine Sünde, doch die Wahrheit. Emanuel, dem sie das alles in ihrer Zelle beichtet, kann einen Zweifel, der ihn auf seinen Bergwanderungen beschlichen hatte, nicht länger unterdrücken: Kann Maria im Elend den Pilgern wirklich dienen? Sein Amt und sein Streben erscheinen ihm auf einmal wesenlos und unnütz.
Kurz entschlossen legt Emanuel sein Priestergewand ab und flüchtet mit der Nachtigall Maria talwärts. Welchen Spott muss der ehemalige Pfarrer aus dem Munde seines Kirchendieners Bimel ertragen, als sich die beiden Paare zufällig in der Felswildnis begegnen. Die Flüchtlinge nehmen Reißaus und können sich unerkannt in die ins Tal zurückkehrende kleine Pilgerkette einreihen. Auf dem engen Pfad entlang der Riedwand, löst sich die Nachtigall Maria des Nachts aus der Menschenkette und stürzt sich in die Tiefe. Kirchendiener Biemel „predigt“ derweil, mit roter Stola geschmückt und mit einem schwarzen Barett auf dem Kopfe, vor den auf den Elendberg verbliebenen Pilgern mit Donnerstimme: „Heiden seid ihr all’ miteinander!“
Der Abt des Klosters beruft Emanuel nach solchem Vorkommnis ab. Jahre später wirkt Emanuel als Missionar in Neu-Süd-Wales. In einem Schreiben an den Gaiser-Bimel bezeichnet er seinem ehemaligen Kirchendiener die unscheinbare Grabstelle der Nachtigall Maria an der Westseite der Elendkirche und bittet um die Niederlegung eines Kranzes aus Wacholder und Alpenrosen.

### Ausgaben
- Maria im Elend. Eine Geschichte aus dem Hochgebirge von P. K. Rosegger. In: Westermanns Monatshefte. Band 39. George Westermann, Braunschweig 1876, S. 72–89 (archive.org).
- Maria im Elend. In: Das Buch der Novellen. 6. Auflage. Band 3. A. Hartleben’s Verlag, Wien 1898, S. 3–48 (archive.org).
- Maria im Elend. In: Peter Rosegger: Das Buch der Novellen. Zweiter Band, L. Staackmann. Leipzig 1915, S. 346–386.

### Sekundärliteratur
- Karl Wagner (Hrsg.), Max Kaiser (Hrsg.), Werner Michler (Hrsg.): Peter Rosegger – Gustav Heckenast. Briefwechsel 1869–1878 (Mitarbeiter: Oliver Bruck und Christiane Zintzen). Böhlau, Wien 2003, ISBN 3-205-99482-5.

## Anmerkung
1. ↑  Heckenast schreibt am 14. Februar 1876 aus Preßburg an seinen Freund Rosegger: „Die Erzählung Maria im Elend habe ich erhalten u mit Vergnügen gelesen“ (Wagner, Kaiser, Michler anno 2003, S. 374 und 375).